# Christa Kowalski
Christa Kowalski (* 1934; † 22. Juni 2017, eigentlich Christa Rudolph-Kowalski) war eine deutsche Hörspielregisseurin.

## Leben
Christa Rudolph-Kowalski starb am 22. Juni 2017 und wurde am 12. Juli 2017 auf dem Dorotheenstädtischen Friedhof im Berliner Bezirk Mitte beigesetzt. Sie war mit Günther Rudolph verheiratet, mit dem sie zwei Kinder hatte.

## Auszeichnungen
1981 erhielt sie den Hörspielpreis der DDR für die beste Regie bei Zwischen gestern und morgen von Wolfgang Mahlow. 1983 gewann sie den DDR-Kinderhörspielpreis, der vom Staatlichen Komitee für Rundfunk vergeben wurde, und zwar in der Kategorie Kritikerpreis.

## Hörspiele (Auswahl)
Christa Kowalski inszenierte von Anfang der 1970er- bis Mitte der 2000er-Jahre mehr als 150 Hörspiele und Radio-Features.
- 1969: Anita Heiden-Berndt: Die Flaschenpost (Kinderhörspiel – Rundfunk der DDR)
- 1970: Anita Heiden-Berndt: Städte unserer Republik 0: Leipzig
- 1970: Horst Liepach: Der Dichter und seine Fabeln
- 1970: Bodo Schulenburg: Der Nachtigallenstern
- 1978: Jacob Grimm/Wilhelm Grimm: Das Meerhäschen (Kinderhörspiel/Kurzhörspiel – Rundfunk der DDR)
- 1979: Imma Lüning: Die nächtliche Reise (Kinderhörspiel/Kurzhörspiel aus der Reihe: Geschichten aus dem Hut – Rundfunk der DDR)
- 1979: Eva Salzer: Weißpfötchen (Kinderhörspiel/Kurzhörspiel aus der Reihe: Geschichten aus dem Hut – Rundfunk der DDR)
- 1979: Jurij Koch: Pintlaschk und das goldene Schaf
- 1980: Wolfgang Mahlow: Zwischen gestern und morgen
- 1980: Silvia Schulz: Opa Rumpelstilzchen (Kinderhörspiel/Kurzhörspiel aus der Reihe: Geschichten aus dem Hut – Rundfunk der DDR)
- 1981: Richard von Volkmann: Pechvogel und Glückskind
- 1982: E. T. A. Hoffmann: Wenn man einen Nußknacker liebt
- 1982: Albert Wendt: Der Sauwetterwind (Kinderhörspiel – Rundfunk der DDR; Übernahme durch Litera, 1985)
- 1984: Albert Wendt: Prinzessin Zartfuß und die sieben Elefanten
- 1987: Selma Lagerlöf: Der Wechselbalg
- 1987: Hans Christian Andersen/Norbert Nieczerowski: Der Junge aus Marmor
- 1987: Ludwig Bechstein: Der gastliche Kalbskopf (Kinderhörspiel – Rundfunk der DDR)
- 1997: Holger Siemann: Mein Leben als Toter
- 1999: Holger Siemann: Der wahre Patschorke
- 2004: Holger Siemann: Mordspiel